# Fissidens rufinervis
Fissidens rufinervis är en bladmossart som beskrevs av C. Müller 1900. Fissidens rufinervis ingår i släktet fickmossor, och familjen Fissidentaceae. Inga underarter finns listade i Catalogue of Life.